# NGC 2866
NGC 2866 (również OCL 774 lub ESO 212-SC3) – gromada otwarta znajdująca się w gwiazdozbiorze Żagla. Odkrył ją John Herschel 31 marca 1835 roku. Jest położona w odległości ok. 8,5 tys. lat świetlnych od Słońca.